# Wulanbutong
Wulanbutong (kinesiska: 乌兰布统, 乌兰布统乡) är en socken i Kina. Den ligger i den autonoma regionen Inre Mongoliet, i den norra delen av landet, omkring 500 kilometer öster om regionhuvudstaden Hohhot.
Genomsnittlig årsnederbörd är 595 millimeter. Den regnigaste månaden är juni, med i genomsnitt 153 mm nederbörd, och den torraste är januari, med 2 mm nederbörd.